# 路易-約瑟夫 (法國王太子)
法国王太子路易·约瑟夫,全名路易·約瑟夫·澤維爾·弗蘭索瓦（法語：Louis Joseph Xavier François de France；1781年10月22日—1789年6月4日），法國國王路易十六和瑪麗·安托瓦內特王后的长子及第二个孩子。他在1789年法国大革命前逝世，之后他的王太子名号归其弟路易-夏爾继承。

## 生平
路易·約瑟夫·澤維爾·弗蘭索瓦於1781年10月22日出生在凡爾賽宮。他以他的舅舅神聖羅馬皇帝約瑟夫二世命名。新生兒是期待已久的皇太子，法國王位繼承人，因為排除女性繼承王位的薩利克法適用於他的姐姐長公主瑪麗·特蕾莎·夏洛特。路易·約瑟夫的出生毀掉他的叔叔普羅旺斯伯爵路易繼承兄長路易十六王位的希望。
他的私人家庭是在他出生時創建的。他由法國兒童家庭教師羅昂的維克多(Victoire de Rohan)照顧，直到1782年她被他母親的最愛之一波利內公爵夫人約蘭德·德·波拉斯特朗取代。他的副州長是安托萬·查爾斯·奧古斯丁·德阿隆維爾的馬雷夏爾·德·坎普。他的保母是Geneviève Poitrine，後來被指控將肺結核傳染給年輕的王太子。
路易·約瑟夫與他的姐姐和他的父母非常親近，他們全神貫注地看著他的教育。在他這個年紀，他總是被稱讚為一個非常聰明的孩子。然而，很快就發現他身體虛弱。

### 疾病
大約在1784年4月，當路易斯·約瑟夫三歲時開始發高燒。出於對自己健康的擔憂，他被送往米埃特堡，那裡的空氣被認為具有治療作用。在米埃特堡度過的時光似乎幫助路易·約瑟夫康復，幾乎一年後，即1785年3月，他回到凡爾賽宮並接種天花疫苗。然而，他的健康仍然很脆弱。
1786年，發燒又回來了，但他的家人認為這無關緊要。然而，這些發燒是結核病的最初跡象。同年，路易·約瑟夫的教育被移交給男性，這是法國國王兒子們的習慣。在儀式上，人們注意到路易·約瑟夫行走困難，這實際上是由脊柱彎曲引起的——這是通過使用金屬緊身胸衣治療的。到1788年1月，發燒變得更加頻繁，疾病進展迅速。
路易約瑟夫於1789年6月4日因肺結核去世，享年7歲半。他於6月13日在聖丹尼大教堂舉行一個簡單的葬禮。1793年8月10日，在恐怖統治期間，根據國民議會的命令，他的陵墓與法國國王和王后、王室成員、高官和修道院院長的陵墓一起被褻瀆。
路易·約瑟夫去世後，皇太子的頭銜傳給他的弟弟諾曼底公爵路易-夏爾（1785年-1795年），後者在法國大革命期間死於聖殿塔。

## 影響
賓矽法尼亞哈里斯堡的多芬縣就是以他的名字命名的。賓夕法尼亞州議會於 1785 年在費城開會，將新成立的縣命名為蘭開斯特西北部和約克北部，以感謝法國幫助美國從大英帝國手中贏得獨立。
| 路易-約瑟夫 (法國王太子) 波旁王朝卡佩王朝的分支出生于：1781年10月22日逝世於：1789年6月4日 | 路易-約瑟夫 (法國王太子) 波旁王朝卡佩王朝的分支出生于：1781年10月22日逝世於：1789年6月4日 | 路易-約瑟夫 (法國王太子) 波旁王朝卡佩王朝的分支出生于：1781年10月22日逝世於：1789年6月4日 |
| 法國王族                                                                                  | 法國王族                                                                                  | 法國王族                                                                                  |
| ----------------------------------------------------------------------------------------- | ----------------------------------------------------------------------------------------- | ----------------------------------------------------------------------------------------- |
| 空缺上一位持有相同頭銜者：路易-奧古斯特                                                   | 法国王太子 1781年10月22日－1789年6月4日                                                   | 繼任者： 路易-夏爾                                                                        |